# Verville Sport Trainer AT
Verville Sport Trainer AT là một loại máy bay hai chỗ do Alfred V. Verville thiết kế như một phiên bản dân sự của loại máy bay huấn luyện sơ cấp YPT-10.

## Tính năng kỹ chiến thuật
Đặc điểm tổng quát
- Sức chứa: 2
- Chiều dài: 24 ft 3 in ( m)
- Sải cánh: 31 ft  in ( m)
- Chiều cao: 8 ft 9 in ( m)
- Trọng lượng rỗng: 1562 lb ( kg)
- Trọng lượng có tải: 2243 lb ( kg)
- Động cơ: 1 × Continental A-70, 165 hp ( kW)

Hiệu suất bay
- Vận tốc cực đại: 115 mph ( km/h)
- Thời gian bay: 3 giờ  30 phút